# Хили, Денис Уинстон
Де́нис Уи́нстон Хи́ли, барон Хили (англ. Denis Winston Healey, Baron Healey; 30 августа 1917, Лондон, Великобритания — 3 октября 2015, Альфристон, графство Восточный Суссекс, Великобритания) — британский государственный деятель, министр обороны Великобритании (1964—1970), канцлер казначейства (1974—1979).

## Ранние годы
Родился в семье инженера. Его дед по отцовской линии был портным из Эннискиллена, Ирландия. Второе имя было дано ему в честь Уинстона Черчилля. Окончил гимназию в Бредфорд и оксфордский Баллиол-колледж. В Оксфорде он стал интересоваться политикой и в 1937 году вступил в Коммунистическую партию Великобритании, в которой состоял до 1940 года. Там же он познакомился с будущим премьер-министром Эдвардом Хитом, и несмотря на политические разногласия, они оставались друзьями до конца жизни.
Во время Второй мировой войны служил в Корпусе королевских инженеров Британской армии в Северной Африке, на Сицилии и в Италии. Был комендантом пункта высадки десанта во время Анцио-Неттунской операции.
Выйдя в отставку с военной службы в звании майора, он вступил в Лейбористскую партию и вскоре был назначен ее секретарем по международным вопросам. На партийной конференции в 1945 году запомнился делегатам яркой речью, в которой заявил, что «высшие классы в каждой стране эгоистичны, развратны, распутны и расположены к декадентству».
Занимал антикоммунистические позиции. С 1948 по 1960 год был советником Королевского института международных отношений и Международного института стратегических исследований (1958—1961), с 1954 по 1961 год являлся членом исполнительного совета Фабианского общества.
В 1954 году выступил одним из соучредителей Бильдербергского клуба.

## Член парламента и правительства
Был избран в Палату общин в феврале 1952 года от округа Юго-Восточный Лидс. Был другом и сторонником Хью Гейтскелла. Большое внимание уделял вопросам внешней политики. Решительно выступал против участия британских военных в Суэцком кризисе. В 1952—1954 и в 1963—1965 годах являлся членом Консультативной Ассамблеи Совета Европы. Также был членом второго созыва Ассамблеи Западноевропейского союза.
В 1964—1970 годах — министр обороны Великобритании. На этом посту добился сокращения расходов на оборону, оптимизировал большую часть британского военного присутствия вне Европы и отказавшись от дорогостоящих проектов. Отправляя на утилизацию военные корабли. он назвал их «плавающими трущобами». Также скорректировал программу разработки истребителя-бомбардировщика TSR-2. Активно поддерживал продажу оружия правящим режимам в Иране, Ливии, Чили и режиму апартеида в Южной Африке. Из-за сделок с ЮАР произошел его серьезный конфликт с премьер-министром Вильсоном. Позднее и сам политик назвал свою позицию ошибочной. В январе 1968 года, через несколько недель после девальвации фунта, по его инициативе правительство объявило о том, что отправляет на утилизацию два крупных корабля британского флота HMS Ark Royal и HMS Eagle. Также было принято решение о выводе в 1971 году военных контингентов с основных военных баз в Юго-Восточной Азии, в первую очередь из Малайзии и Сингапура, а также в Персидском заливе и на Мальдивах. Также санкционировал переселение коренных жителей с архипелага Чагос, где была размещена военная база США и санкционировал строительство военной базы Соединённых Штатов на острове Диего-Гарсия.
В период нахождения лейбористов в оппозиции в начале 1970-х гг. являлся теневым министром финансов. В этой должности неоднократно выступал с резкой критикой «богатых», призывая к усилению фискальной политики в их отношении и перераспределению доходов.
В 1974—1979 годах — канцлер казначейства. Отличался жёстким стилем руководства и прямолинейностью оценок. Ввёл прогрессивную шкалу налогообложения. Его первый бюджет предусматривал рост продовольственных субсидий, пенсий и других пособий. Пребывание политика на этом посту делят на два периода, первый был связан с введением налога на имущество, второй — с установлением частичного контроля за заработной платой, что вызвало негативную реакцию со стороны левой части Лейбористской партии. Границей между двумя периодами обычно признается решение премьер-министра Джеймса Каллагэна обращаться к МВФ с просьбой о выделении кредитов и подчинить финансово-экономическую политику контролю со стороны фонда.

## В оппозиции
В 1980 году рассматривался в качестве фаворита в борьбе за пост лидера Лейбористской партии в качестве преемника Каллагэна. Однако излишняя самоуверенность и решение представителей «правого» крыла лейбористов создать Социал-демократическую партию после того как он объявил им, что они должны проголосовать за него, иначе «им некуда идти», привели к его поражению от Майкла Фута, политик занял пост заместителя председателя партии. Через два года, после очередного поражения на всеобщих выборов, он ушёл в отставку с этого поста.
В 1980-е годы являлся теневым министром иностранных дел. В феврале 1985 года он выступил против планов развёртывания американской программы СОИ и её поддержки кабинетом Тэтчер. После всеобщих выборов в 1987 году; он ушёл из теневого кабинета. В 1992 году принял решение не баллотироваться в состав Палаты общин.
В том же году королевой Елизаветой II ему был пожалован титул пожизненного пэра, как барон Хили из Риддлсдена в графстве Западный Йоркшир. С июня 2013 года являлся старшим членом Палаты лордов британского парламента.
После внезапной смерти лидера лейбористов Джона Смита, он поддержал Тони Блэра, однако впоследствии критиковал его политику. Он публично выступил против решения Блэра использовать военную силу в Косово, Афганистане и Ираке. Весной 2004 года, а затем в 2005 году призвал Блэра уйти в отставку в пользу Гордона Брауна.
В 1970 году организаторами Аахенского карнавала был награждён «Орденом за победу над тупой серьёзностью».

## Награды и звания
Награждён орденом Кавалеров Почёта, кавалер ордена Британской империи.
Член Тайного совета Великобритании. Член Королевского литературного общества.